# Russ Millard
Russell Dwayne Millard, detto Russ (Cedar Rapids, 1º marzo 1973), è un ex cestista statunitense, professionista in Italia.

## Carriera
È stato selezionato dai Phoenix Suns al secondo giro del Draft NBA 1996 (39ª scelta assoluta).

## Palmarès
- CBA All-Rookie Second Team (1997)